# Niclas Olsson
Niclas Olsson, född 16 november 1990 i Trollhättan, är en svensk racerförare. Olsson vann Semcon Cup, privatförarcupen, i Scandinavian Touring Car Championship säsongen 2012. Han är bror till racerföraren Patrik Olsson.

## Racingkarriär
Säsongen 2012 tävlar Olsson i Scandinavian Touring Car Championships privatförarcup, Semcon Cup, i en SEAT León. Han säkrade mästerskapstiteln efter den näst sista tävlingshelgen, som gick på Ring Knutstorp.